# Jean-Louis Buée
Pour les articles homonymes, voir Buée (homonymie).
Jean-Louis Buée est un homme politique français né le 15 mai 1811 à Rouen (Seine-Inférieure) et décédé le 18 mai 1881 à Elbeuf (Seine-Inférieure).

## Biographie
Fils de Louis Guillaume Buée et de Marie Rose Le Cacheux, décédés tous les deux à Sotteville-lès-Rouen en mai et juin 1813 (alors qu’il n’a que deux ans), Jean Louis Buée « propriétaire »  domicilié à Saint-Étienne-du-Rouvray y épouse, à 19 ans, le 9 février 1830, Sophie Félicité Sevestre (21 ans), originaire de la même commune, couturière et fille de cultivateurs. Ils auront plusieurs enfants. Titulaire d’une licence de droit, il s’installa comme notaire à Elbeuf, où il exerça pendant trente-deux ans (de 1836 à 1868). Il présida également la Chambre des notaires de Rouen. Il fut également suppléant du juge de paix. Il est qualifié d’ « ancien notaire » au moment de son élection à l’Assemblée nationale.

## Maire d'Elbeuf
Très connu en ville de par sa profession, et bénéficiant de nombreux appuis du fait de son appartenance à la loge maçonnique rouennaise Les Arts Réunis (dont il est membre de « l’atelier bleu » de 1845 à 1851), il est nommé à la tête de la Commission municipale d’Elbeuf une première fois le 29 avril 1848, confirmé le 9 mai, puis installé officiellement par le préfet à la tête de la municipalité le 29 octobre 1848 (suivant un arrêté du Président du Conseil des ministres, le général Cavaignac). Il reçoit Louis-Napoléon Bonaparte le 13 août 1849. Homme calme, conciliant et respecté, il réussit à calmer les antagonismes et instaure des comités de secours et des ateliers nationaux. Quelques années plus tard, lors du coup d’État, il réussit à empêcher les arrestations prononcées par les « commissions mixtes » de 1852, en allant trouver le préfet et en se portant garant, sur sa responsabilité entière, de l’ensemble des habitants d’Elbeuf.
Il occupe le fauteuil de maire sans discontinuer durant 26 ans, y compris durant l’occupation allemande (décembre 1870-mars 1871), époque pendant laquelle son action fut particulièrement difficile et appréciée. Il fut d'autre part membre, puis président du Conseil d'arrondissement de Rouen, et enfin conseiller général du 12 juin 1870 à 1871.
Il s’implique notamment pour obtenir l’ouverture d’une succursale de la Banque de France à Elbeuf (une première demande de la ville avait échoué en 1867). Une nouvelle demande (délibération du Conseil municipal en date du 7 novembre 1871 puis de la Chambre de commerce en janvier 1872 et de la Société industrielle d’Elbeuf échouent également. Le député-maire en appelle au préfet. Un bureau auxiliaire fut enfin ouvert à Elbeuf par la Banque en 1883, transformé en succursale en 1898, puis transféré dans un nouveau bâtiment en 1904.
Il défend bien entendu les intérêts de l’industrie textile elbeuvienne. Le 12 septembre 1872, il conduit ainsi une députation de la ville (composée de conseillers municipaux et de membres de la Chambre de commerce) qui vient rencontrer Thiers à Trouville-sur-Mer (où il se trouve alors en villégiature) pour lui exposer « l’état de souffrance de la Fabrique d’Elbeuf » et la nécessité d’introduire dans les nouvelles conventions douanières en cours d’élaboration un droit protecteur sur les draperies importées, supérieur au taux de 10% en vigueur depuis les traités de 1860.
Sous le Second Empire, pour des raisons qu’il n’a pas été possible d’élucider, il est fait chevalier de la Légion d'honneur (19 novembre 1853) puis promu au rang d’officier, le 14 août 1867.
Il décide de ne pas se représenter aux élections municipales de 1874, pour raison de santé. Lors de son décès, à Elbeuf, en son domicile rue de Solferino, le 20 mai 1881, ses deux gendres sont témoins de l’acte.

## Député de la Seine-Inférieure
Récompense logique de ce long ancrage politique local, Jean Louis Buée parachève ce cursus classique en se présentant aux élections législatives sur les listes de « fusion » du Comité départemental, appuyé par le Journal de Rouen et le Nouvelliste. Il est élu le 8 février 1871 à l'Assemblée nationale représentant de la 2e circonscription de la Seine-Inférieure (cantons de Boos, Elbeuf et Grand-Couronne), le 9e sur une liste de 16 noms, par 77 598 voix (sur 120 899 votants et 203 718 inscrits). Il siège au centre gauche, avec les Républicains modérés.
Selon la Biographie des représentants à l’Assemblée Nationale, « il jouit de la plus grande considération dans son arrondissement  (…) Esprit libéral et éclairé, il a cru utile d’appuyer le gouvernement depuis l’ouverture de la session législative. »Il vota effectivement avec la fraction la plus modérée de ce groupe parlementaire pour le retour de l’Assemblée à Paris ;pour la paix, l'abrogation des lois d'exil et le pouvoir constituant de l'Assemblée ; pour le soutien au gouvernement et contre la démission de Thiers le 24 mai ; contre le septennat, la loi des maires et le ministère de Broglie ; pour l'amendement Wallon et l'ensemble des lois constitutionnelles. Il s'abstint de voter dans les scrutins sur les prières publiques et sur l'état de siège. Il participa à diverses commissions parlementaires.
Il décline, en 1874, une nouvelle candidature au Conseil municipal. Ayant échoué aux élections sénatoriales du 30 janvier 1876, il renonce à se présenter aux législatives du mois de février suivant et achève son mandat le 7 mars 1876. Son siège est remporté par un autre Elbeuvien, Lucien Dautresme. Il se retire de la vie publique et n’exerce plus que des fonctions de suppléant à la justice de paix et d’administrateur du lycée Corneille.
Il mourut quelques années plus tard, en 1881, à son domicile au no 10 rue de Solferino à Elbeuf. Cette brève carrière parlementaire, sans grand relief, fut sans commune mesure avec la forte empreinte qu’il laissa sur le plan local. Dans le discours qu’il prononça lors de l’inhumation, le maire Jules Doublet rappela l’aménité et la bienveillance du défunt à l’égard « de tous ceux qui l’approchaient »
Il existe une rue Louis-Buée à Saint-Étienne-du-Rouvray (Seine-Maritime), commune située dans son ancienne circonscription parlementaire.

## Distinctions
- Officier de la Légion d'honneur (1867)

## Publications
Rapport présenté à la compagnie des notaires de l'arrondissement de Rouen, en assemblée générale du mois de novembre 1843, au nom de la commission désignée pour dresser un projet de règlement [Texte imprimé, signé Buée, secrétaire rapporteur], Rouen, Impr. A. Péron, (s.d.) [1843], xii-39 p. (FRBNF30173648etFRBNF36374175).